# FIRE!!
〈FIRE!!〉 (파이어)는 일본의 가수, 와다 코지의 노래이다. 2002년에 두 종류의 싱글이 발매되었다.

## 요약
- 후지 TV 계열 방송의 텔레비전 애니메이션 《디지몬 프론티어》의 오프닝 테마, 또한 도에이 배급 애니메이션 영화 《디지몬 프론티어 고대 디지몬 부활!!》의  주제가로도 사용되었다.
- 이 곡의 후렴 부분인 "쓰레기통을 뛰어넘어서 앞에 있는 미래"는 와다가 데뷔한 계기와 관련된 인물인 작사 야마다 히로시가 넣은 가사이다.

## 오리지널 싱글
〈FIRE!!〉는 와다 코지의 6번째 싱글로, 2002년 4월 24일에 발매되었다. 발매원은 NEC 애비뉴, 판매원은 킹레코드이다. (NECM-12028)

### 수록곡
1. FIRE!! [4:11]
작사: 야마다 히로시, 작곡·편곡: 오타 미치히코
2. With The Will [4:07]
작사: 오모리 사치코, 작곡·편곡: 와타나베 체루
3. FIRE!! (Original karaoke)
4. With The Will (Original karaoke)

## FIRE!!/이노센트 ~순수한 그대로~
〈FIRE!!/이노센트 ~순수한 그대로~〉(일본어: FIRE!!/イノセント〜無邪気なままで〜)는 2002년 7월 24일부터 커플링 곡 〈이노센트 ~순수한 그대로~〉와 같이 기간한정으로 발매되었다. 발매원·판매원도 원래 싱글과 같다. (NECM-12034)

### 수록곡
1. FIRE!! [4:11]
작사: 야마다 히로시, 작곡·편곡: 오타 미치히코
2. FIRE!! (Original karaoke)
3. 이노센트 ~순수한 그대로~ [4:25]
작사: 미츠키 유우, 작곡: 치와타 히데노리, 편곡：와타나베 체루
4. FIRE!! (Original karaoke)
5. 이노센트 ~순수한 그대로~ (Original karaoke)

## 수록 앨범
- FIRE!!
디지몬 프론티어 베스트 히트 퍼레이드
The Best Selection~Welcome Back!
DIGIMON HISTORY 1999-2006 ALL THE BEST
DIGIMON MOVIE SONG COLLECTION
DIGIMON SONG BEST OF KOJI WADA
- With The Will
디지몬 삽입곡 원더 베스트 에볼루션
디지몬 프론티어 베스트 히트 퍼레이드
The Best Selection~Welcome Back!
DIGIMON HISTORY 1999-2006 ALL THE BEST
DIGIMON MOVIE SONG COLLECTION
DIGIMON SONG BEST OF KOJI WADA